# Spokrewnieni służbą

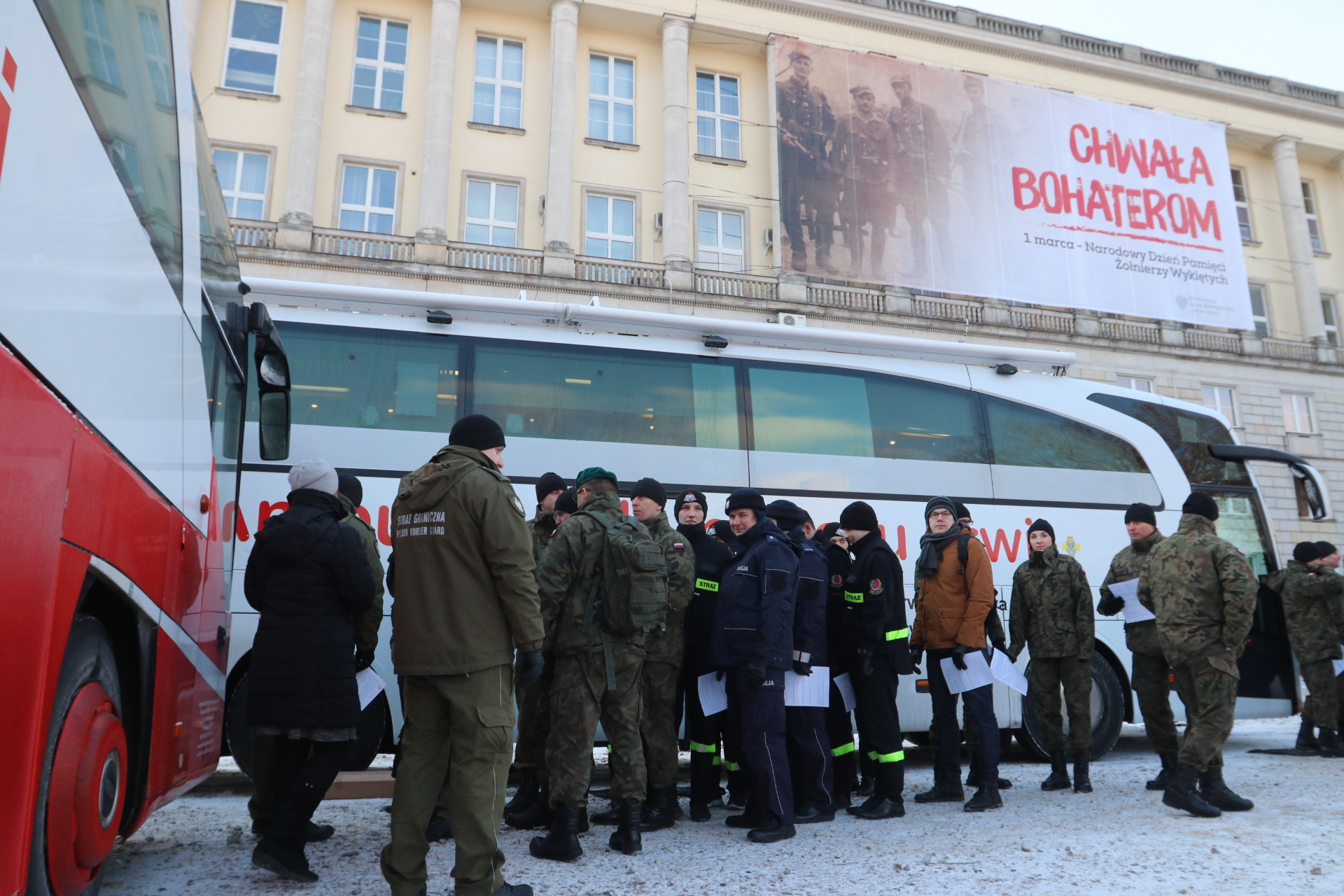
Inauguracja akcji "spoKREWnieni służbą" (1.03.2018)

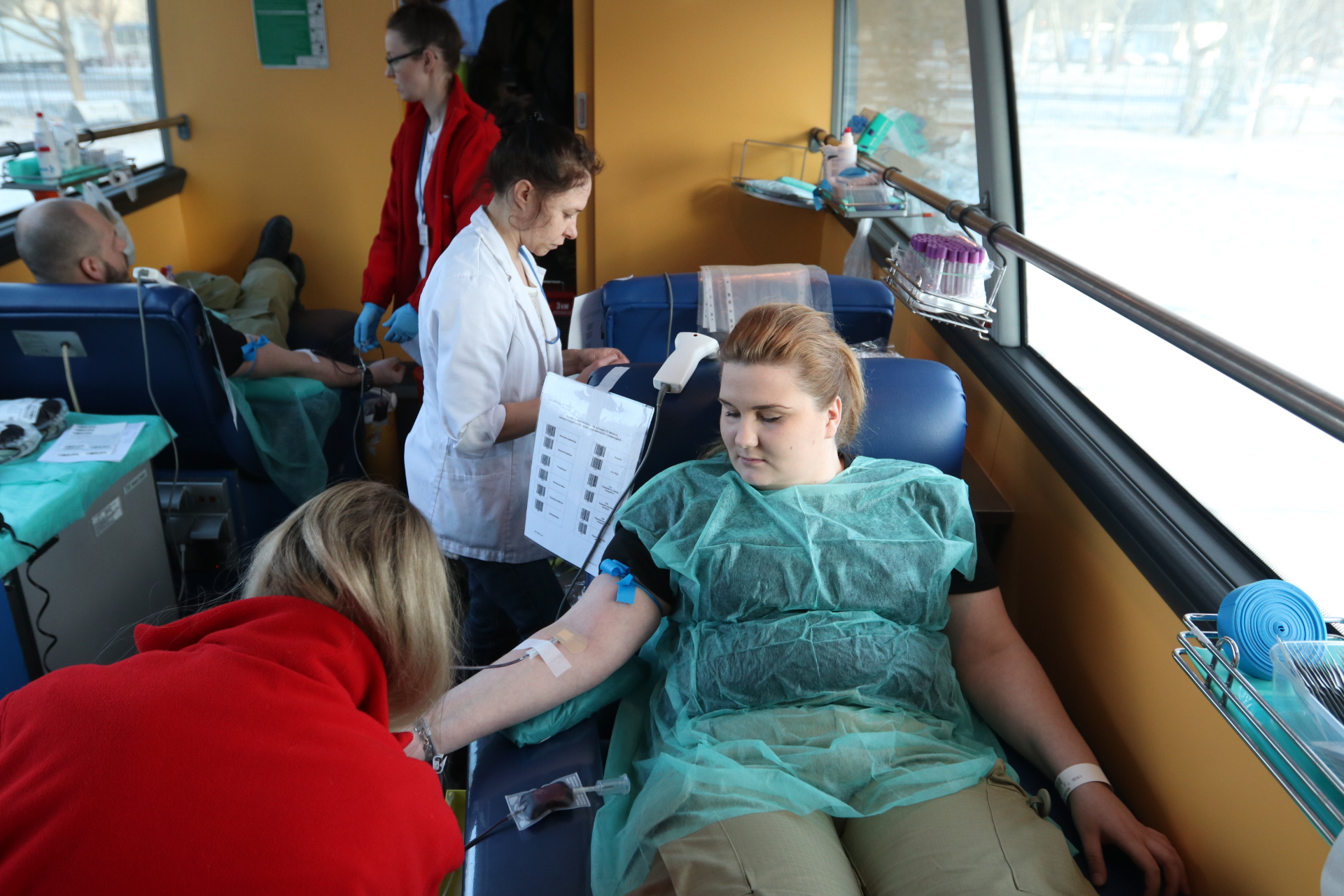
Inauguracja akcji "spoKREWnieni służbą" (1.03.2018)

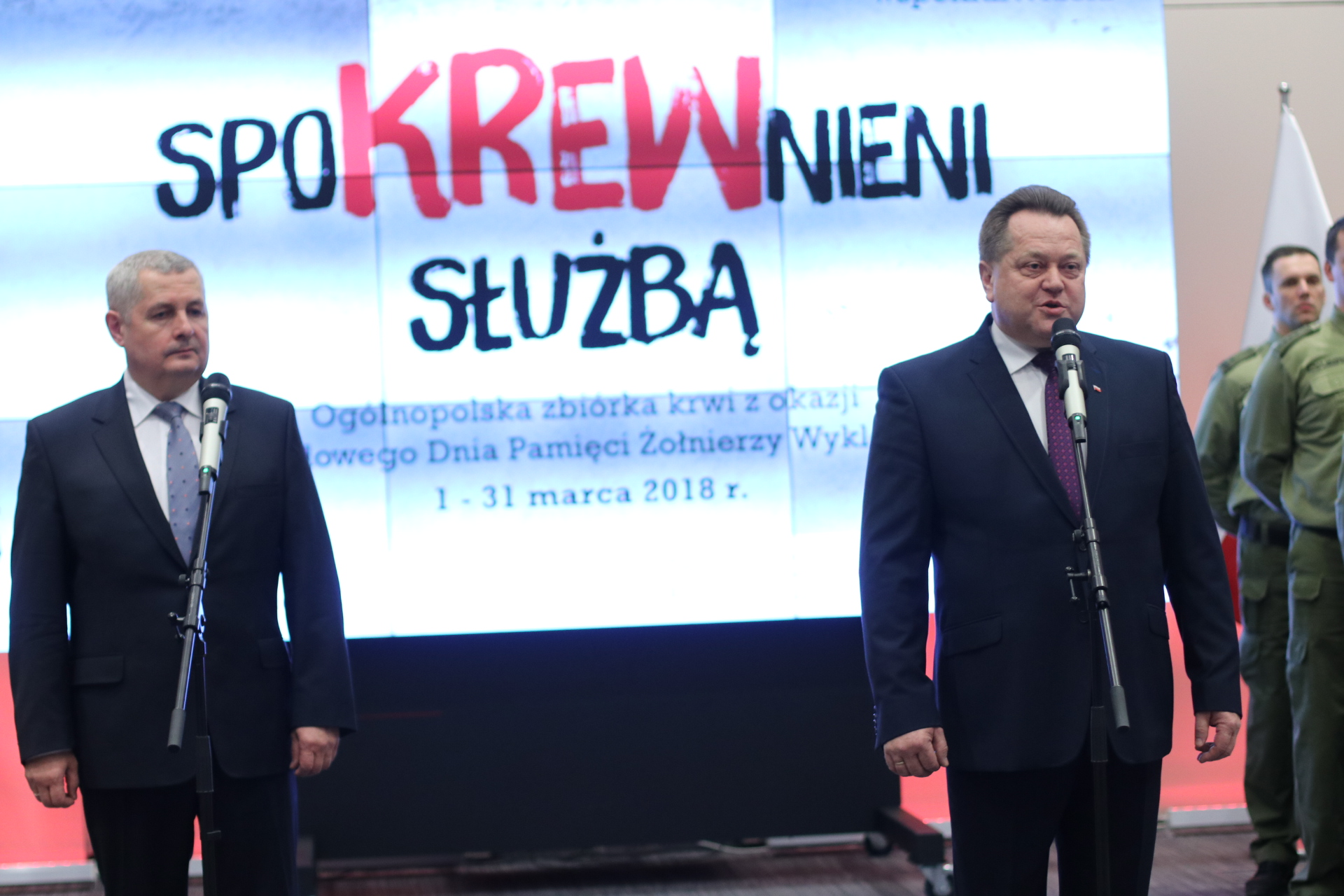
Inauguracja akcji "spoKREWnieni służbą" (1.03.2018)

SpoKREWnieni Służbą – coroczna ogólnopolska akcja honorowego krwiodawstwa pod honorowym patronatem Ministra Obrony Narodowej oraz Ministra Spraw Wewnętrznych i Administracji organizowana od 1 marca do 1 września.
Po raz pierwszy akcję „SpoKREWnieni Służbą” zorganizowano w 2018 roku. Krew zbierano przez cały miesiąc. Funkcjonariusze służb podległych MSWiA, pracownicy cywilni służb, żołnierze, studenci uczelni wojskowych i pracownicy cywilni Wojska Polskiego oddali 6951 litrów krwi.
W 2019 roku w akcji „SpoKREWnieni Służbą”, która organizowana była z okazji Narodowy Dzień Pamięci „Żołnierzy Wyklętych”, żołnierze Wojska Polskiego, pracownicy i podchorążowie oddali ponad 5173 litrów krwi.
Ze względu na walkę z pandemią koronawirusa ogólnopolska zbiórka krwi w 2020 r. miała szczególne znaczenie. Wojsko Polskie odpowiedziało na apel m.in. Ministerstwa Zdrowia. Udało zebrać się 12 660 litrów krwi. Ponad 300 żołnierzy oddało osocze na rzecz chorych na koronawirusa. Akcję wydłużono do 1 września.
W 2021 roku w ramach akcji "SpoKREWnieni służbą" żołnierze i pracownicy Wojska Polskiego oddali 13 787 litrów krwi.